# Regetovka
Regetovka és un poble i municipi d'Eslovàquia. Es troba a la regió de Prešov, al nord del país. El 2022 tenia una població estimada de 51 habitants.
La primera referència escrita a la vila data del 1597.

## Demografia
| Godina             | 1994 | 2004    | 2014    | 2024    |
| ------------------ | ---- | ------- | ------- | ------- |
| Nombre de persones | 22   | 18      | 30      | 52      |
| Diferència         |      | −18,18% | +66,66% | +73,33% |

| Godina             | 2023 | 2024   |
| ------------------ | ---- | ------ |
| Nombre de persones | 53   | 52     |
| Diferència         |      | −1,88% |